# Life's About to Get Good
«Life's About to Get Good» es una canción escrita e interpretada por la cantante y compositora canadiense Shania Twain. Producido por Twain, Matthew Koma y Ron Aniello, se lanzó el 15 de junio de 2017 como el sencillo principal del quinto álbum de estudio Now. A partir de octubre de 2017, ha vendido 36.485 copias en los Estados Unidos.

## Antecedentes y composición
Twain anunció formalmente la canción como su nuevo sencillo antes del Festival Stagecoach 2017. La canción fue escrita por Twain y producida por Matthew Koma y Ron Aniello. Jon Freeman, de Rolling Stone, describe la canción como un número optimista y optimista sobre cómo pasar de tiempos difíciles a días mejores. La canción está escrita en la clave de B ♭ major con un tempo de 100 latidos por minuto en tiempo común. La canción se estrenó el 15 de junio de 2017 en BBC Radio 2 y se lanzó a plataformas de transmisión y compra de música.

## Presentaciones en vivo
Twain estrenó el sencillo el 29 de abril de 2017, en el Stagecoach Festival. Se incluyó en su conjunto el 10 de septiembre de 2017, durante su actuación exclusiva del Reino Unido en Radio 2 Live en Hyde Park. Durante su aparición en el final de la temporada 2017 de America's Got Talent , Twain interpretó la canción junto con «You're Still the One» con el cuarto finalista Mandy Harvey .

## Recepción crítica
El escritor de Rolling Stone, Jon Freeman, escribe: «la melodía tiene un toque del trabajo hipermódico de Jeff Lynne con Electric Light Orchestra en su ADN, desde las armonías apiladas hasta la brillante combinación de acordes». Andrew Unterberger de Billboard llama a la canción, «un himno vibrante de perseverancia folk-pop con un pulso que palpita suavemente» y «Es maravilloso e irresistible».

## Posicionamiento en listas
| Listas (2017)                       | Mejor posición |
| ----------------------------------- | -------------- |
| Bélgica (Ultratop) Flanders         | 26             |
| Canadá (Canadian Hot 100)           | 70             |
| Canadá Country (Billboard)          | 26             |
| Escocia (Official Charts Company)   | 45             |
| Estados Unidos (Adult Contemporary) | 12             |
| Estados Unidos (Country Airplay)    | 36             |
| Estados Unidos (Hot Country Songs)  | 33             |
| Reino Unido Download (OCC)          | 64             |

## Historial de lanzamiento
| País           | Fecha               | Formato                     | Discográfica      | Ref    |
| -------------- | ------------------- | --------------------------- | ----------------- | ------ |
| Varios         | 15 de junio de 2017 | Descarga digital, Streaming | Mercury Nashville | [ 7 ]  |
| Italia         | 15 de junio de 2017 | Contemporary hit radio      | Universal         | [ 16 ] |
| Estados Unidos | 19 de junio de 2017 | Descarga digital, Streaming | Mercury Nashville | [ 17 ] |